# كاستل كاستانيا
كاستل كاستانيا (بالإيطالية: Castel Castagna)‏ هي بلدية في مقاطعة تيرامو في إقليم أبروتسو الإيطالي.

## السكان
في سنة 1861 بلغ عدد السكان 1٬171 نسمة، وتطور العدد ليصل في سنة 2011 لـ 491 نسمة.
يظهر هذا المخطط البياني تطور النمو السكاني لـ كاستل كاستانيا